# Baeoura producticornis
Baeoura producticornis är en tvåvingeart som först beskrevs av Alexander 1960.  Baeoura producticornis ingår i släktet Baeoura och familjen småharkrankar. Inga underarter finns listade i Catalogue of Life.